# Пуголовка вузькорила
Пу́головка вузькори́ла (Benthophilus leptorhynchus) — вид риб з родини бичкових (Gobiidae). Поширений в центральній частині Каспійського моря на глибинах 40-150 м, при солоності 10-13,5‰. Зустрічається вздовж західного берегу Каспійського моря від гирла річки Сулак на південь до Баку.